# Llau dels Mallols (Puigverd)
La llau dels Mallols és una llau del Pallars Jussà que discorre pels termes de Tremp (antic terme de Fígols de Tremp) i Castell de Mur (antic terme de Mur).
Es forma al sud de la Casa Blanca, des d'on davalla cap al sud fent ziga-zagues, fins a ajuntar-se amb el barranc de Fórnols per tal de formar la llau del Rengat. A la meitat del seu recorregut es produeix el canvi de terme municipal.